# Cheoram-dong
Cheoram-dong (koreanska: 철암동) är en stadsdel i kommunen Taebaek i provinsen Gangwon i Sydkorea, 190 km öster om huvudstaden Seoul.